# الدمن وادي مسروح (خيران المحرق)

تعديل مصدري - تعديل

الدمن وادي مسروح هي إحدى قرى عزلة مسروح بمديرية خيران المحرق التابعة لمحافظة حجة، بلغ تعداد سكانها 921 نسمة حسب تعداد اليمن لعام 2004.